# آنا زیمانسکا
آنا زیمانسکا (انگلیسی: Anna Szymańska؛ زادهٔ ۵ دسامبر ۱۹۸۸) بازیکن فوتبال اهل لهستان است.
وی همچنین در تیم ملی فوتبال زنان لهستان بازی کرده‌است.